# Pic Mau
El Maou o pic Maou és una muntanya de 3.074 m d'altitud, amb una prominència de 25 m, que es troba al massís de Nhèuvièlha, al departament dels Alts Pirineus (França).